# 面纱 (小说)
面纱（The Painted Veil）是英国作家威廉·萨默塞特·毛姆於1925年创作的小说。
1924年11月至1925年3月期間，该小说首次在《柯夢波丹》上连载。 1925年5月开始，该小說又在《The Pall Mall Magazine》上连载。
該小說提到了1920年代的香港、中國內地以及愛情和霍亂。